# Niddy Mingilishi
Niddy Mingilishi, née le 24 août 2001, est une athlète zambienne.

## Carrière
Niddy Mingilishi est médaillée de bronze du 400 mètres aux Jeux africains de la jeunesse de 2018 à Alger ainsi qu'aux Jeux olympiques de la jeunesse de 2018 à Buenos Aires.
Elle est médaillée d'argent du 400 mètres aux Championnats d'Afrique d'athlétisme 2022 à Saint-Pierre.
Elle est éliminée en séries du 400 mètres féminin aux championnats du monde d'athlétisme 2022 à Eugene.
Elle est médaillée d'argent du relais 4 × 400 mètres aux Jeux africains de 2023 à Accra ainsi qu'aux Championnats d'Afrique d'athlétisme 2024 à Douala.